# NGC 2332
NGC 2332 (również PGC 20276 lub UGC 3699) – galaktyka soczewkowata (S0), znajdująca się w gwiazdozbiorze Rysia. Odkrył ją William Herschel 28 grudnia 1790 roku.